# Karma
Cette page contient des caractères spéciaux ou non latins. S’ils s’affichent mal (▯, ?, etc.), consultez la page d’aide Unicode.
Pour les articles homonymes, voir Karma (homonymie).
Karma ou karman en sanskrit (noté en devanagari कर्म et कर्मन्) ; de la racine verbale kṛ, signifie « acte » ), ou kamma en pali, est l'action sous toutes ses formes, puis dans un sens plus religieux l'action rituelle. C'est aussi une notion désignant communément le cycle des causes et des conséquences liées à l'existence des êtres sensibles. Il est alors la somme de ce qu'un individu a fait, est en train de faire ou fera.
Le karma est propre aux religions et spiritualités orientales ayant adopté le concept de renaissance (parfois nommée réincarnation ou transmigration, ou encore métempsycose dans le contexte de la Méditerranée antique), lié au fait que les êtres renaissent en fonction de la nature et de la qualité de leurs actes — dans cette vie-ci, mais aussi dans d'autres vies qui se sont déroulées antérieurement, ou qui se dérouleront ultérieurement. Ainsi tout acte (karma) induit des effets censés se répercuter sur les différentes vies d'un individu, formant ainsi sa destinée.
Le terme se transcrit Kamma en pali, yè en chinois (classique 業 et simplifié 业), gō (ごう = 業) en japonais, las en tibétain, et kan en birman.
La loi du karma est un concept central dans plusieurs religions indiennes, en particulier l'hindouisme, le sikhisme, le jaïnisme l'ajivikisme et le bouddhisme. Dans ces conceptions, chaque être est responsable de son karma (de ses actes), et donc de sa sortie du Saṃsāra (cycle des réincarnations). Les premières références au karma auraient pour origine les Upanishad.
Le concept de karma est également présent dans les doctrines de différents mouvements ésotériques occidentaux.

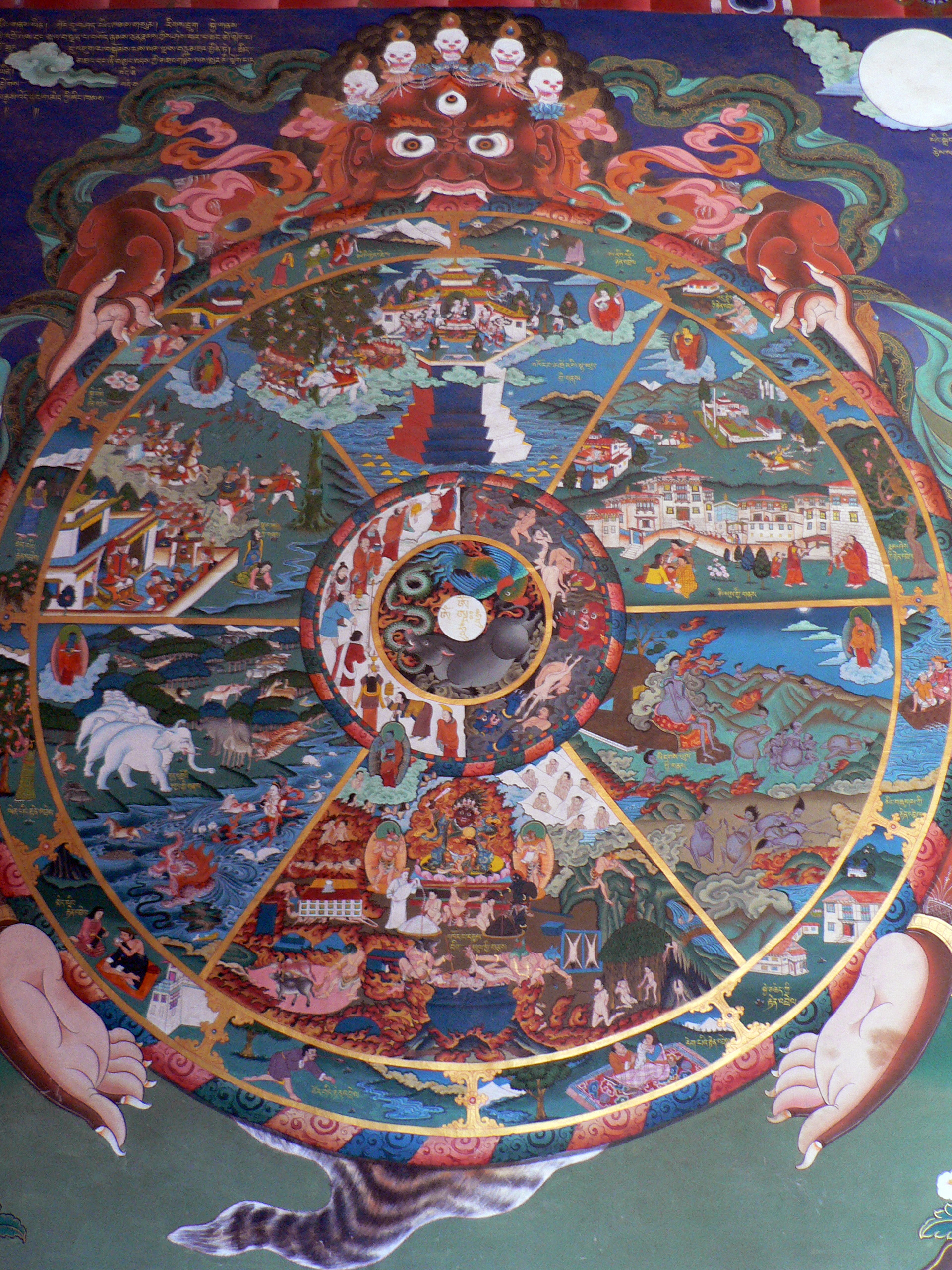
La roue de l'existence karmique d'après le bouddhisme.

## Le karma dans les religions et spiritualités orientales

### Hindouisme
Dans l'hindouisme, le mot karman a les sens suivants :
1. acte rituel ;
2. tout acte, action, œuvre ;
3. travail, activité (un karmachari est un « travailleur », un faiseur d'actes) ;
4. conséquence des actes ;
5. reliquat des conséquences bonnes ou mauvaises à subir pour les actes passés et déterminant les incarnations successives.

La loi du karman et la réincarnation sont inconnues des hymnes du Véda. Néanmoins, dès les Brahmanas le sacrifice, également appelé karman, s’il était effectué correctement, avait une puissance supérieure aux dieux et portait inéluctablement ses fruits selon la loi inaltérable de l’ordre cosmique, le rita. La loi du karman, liée à la réincarnation, apparaît dès les Upanishads les plus anciennes, comme la Brihadaranyaka Upanishad (IV, 4, 5) et la Chandogya Upanishad (V, 10, 7), liant la perspective d’une naissance satisfaisante (dans des castes supérieures) à de bonnes actions. Cette loi du karma est d’abord théorisée dans les Yoga-sûtras, mais elle fait l’objet d’un exposé complet dans les Lois de Manu (livres XI et XII surtout). Plus que de rétribution des actes, il s'agit de leur « maturation » (vipāka) ; il n'y a pas d'intervention divine mais un mûrissement naturel des actes dans leurs conséquences.
Les Hindous croient à la réincarnation. Ils accordent crédit à la croyance d'une continuation de l'existence après la mort et pensent que nos actions dans cette vie détermineront notre prochaine vie. Les actions de vies passées constituent le karma. La vie actuelle est à considérer, selon ce point de vue, comme le rayonnement des actions des vies passées. De même que l'on sème un champ, c'est la qualité des graines qui assure la capacité de la récolte à venir, selon un proverbe antique.
Pour l'hindouisme, la mort est comme un changement de vêtements car l'âme change de corps d'une manière similaire après la mort. Le but suprême de l'hindou est l'union de l'âme individuelle ou âtman, avec l'âme cosmique ou parātman.
Un incident important de la mythologie indienne est raconté dans le Mahābhārata. À la veille de la grande bataille, Arjuna, le plus brave des cinq frères Pandava, se met à douter de la nécessité de se battre, car dans l'autre camp se tiennent ses propres cousins. Krishna est sur le champ de bataille comme l'aurige d'Arjuna et il lui tient un discours sublime qui constitue la Bhagavad-Gîtâ. L'essence de ce discours, familière à tous les Indiens, est que le karma engendre le dharma : vos bonnes actions constituent votre religion, ou, en d'autres termes, vos devoirs, votre destin, votre existence.
Le karma est le reflet de nos actions antérieures qui se manifeste dans notre vie actuelle. Il faut constamment chercher à améliorer son karma, littéralement ses actions, par de bonnes actions et en respectant le dharma. Le but est de sortir définitivement du cycle des morts et des naissances (saṃsāra) et d'atteindre la libération finale appelée moksha,.
Cette notion amène donc, pour l'hindou, à une profonde croyance dans le destin, que ce qui doit arriver arrivera. Toutefois, cela ne doit pas être confondu avec de la paresse ni du fatalisme, car c'est nos vies précédentes qui portent leur ombre sur la présente, et la façon dont nous réagirons influencera la prochaine.
Les Hindous croient dans le cycle des morts et des renaissances ; il faut cinquante-deux millions de naissances avant de renaître comme un humain : on se réincarne ainsi en végétaux et en différents animaux, pendant des millions de fois, avant de retrouver une matrice humaine, de même qu'un embryon (symbole végétal) devient fœtus (symbole animal) avant de naître en tant que nouveau-né humain. Une fois la naissance humaine acquise, il ne faut pas la gaspiller en se faisant du mauvais karma, car cela engendrerait une réincarnation rétrograde : mourant jeune et malade par exemple. Vous récoltez ce que vous semez est donc l'essence de la loi du karma. Le karma de chacun est de bien faire son devoir sans en chercher les fruits, dit la Bhagavad-Gîtâ. La vie humaine, dans l'hindouisme, permet de se libérer du cycle des morts et des renaissances. Cet état de libération est appelé nirvāna ou moksha.
La réalisation de cette vérité éternelle est extrêmement difficile car l'illusion phénoménale et temporelle du monde nous voile la vraie connaissance. Cette illusion est appelée māyā : un monde où la richesse, la prospérité, l'égoïsme, la jalousie et les relations sont source de tentations. L'hindouisme dit que rien n'est permanent dans ce monde, hormis le Divin : dans ce monde qui n'est que changement, le Divin est partout présent. Ce qui a un début a nécessairement une fin. Tout comme la fleur de lotus qui s'élève au-dessus des eaux stagnantes qui l'entourent, l'individu doit s'élever au-dessus du monde des désirs de māyā. La reconnaissance de cette aspiration et les efforts pour s'en écarter forment la base des philosophies orientales dont celle de l'hindouisme, du jaïnisme et du bouddhisme.
Il n'y a donc pas de tension, de stress, dans le mode de vie proposé par l'hindouisme. Car si quelque chose n'a pu être terminé durant cette vie, la prochaine vie donnera l'occasion de compléter cette tâche.

#### Jñāna yoga
Dans le jñāna yoga, il existe trois types de karma :
- Saṃcita-karma : c'est la réserve de karma, tout le karma qui a été créé dans nos vies précédentes[12];
- Prārabdha-karma : c'est le karma ayant déjà commencé à fructifier et qui est la cause de notre naissance[13];
- Āgāmin-karma ou kriyamāṇa-karma: c'est le karma dont les effets se feront sentir dans le futur[14].

Le saṃcita-karma et l’āgāmin-karma « sont réduits en cendres par le Feu de la connaissance réalisatrice. Mais le karman qui a déjà commencé à fructifier (prārabdha) doit inéluctablement produire ses résultats jusqu'au bout, de même que la flèche décochée par un chasseur, même s'il s'aperçoit une seconde trop tard d'une erreur de tir, ne peut plus être arrêtée dans sa course et doit fatalement atteindre la cible visée. »
Celui qui s'est libéré des liens du triple karma est un jīvanmukta, « libéré vivant »,.

### Bouddhisme

#### Les acteskusāla, les actesakusāla
Pour les bouddhistes, le karma que l'on crée en agissant, que ce soit avec le corps, la parole ou l'esprit, est qualifié essentiellement de kusāla ou akusāla (sanskrit). Selon le bouddhologue Peter Harvey, ces termes peuvent être traduits par « habile » ou « sain »: « l'action peut ainsi être "habile" à produire chez son auteur un état mental plus élevé, ou "saine", parce qu'elle entraîne un état d'esprit sain,. On peut ajouter comme indications de sens pour kuçala : juste, approprié, convenable, bon, bienveillant ; et pour akuçala : le contraire de ces adjectifs. Le principal critère de « bonne » ou « mauvaise » action se trouve donc dans les conséquences des actes : l'action est non habile si elle nuit à soi-même, à autrui, ou aux deux, et « si elle détruit la sagesse intuitive, s'accompagne d’affliction, est non propice au Nibbāna » (Majjhima Nikaya, I, 115). À ces deux catégories, le bouddhisme ajoute d'une part des actions mixtes, car elles peuvent être partiellement nuisibles et partiellement positives, et d'autre part, des actions indéterminées (avyākrita), à savoir celles accomplies après l'éveil, qui ne produisent, elles, plus de résultats dans le monde conditionné.
De fait, les sutras comparent souvent le karma à une graine. Et d'ailleurs, vipāka et phala — termes par lesquels on désigne un résultat karmique, signifient respectivement « mûrissement »et « fruit ». Le résultat du karma n'est donc ni « châtiment », ni « récompense ». Il s'agit simplement du résultat naturel d'une action, tout comme une graine mûrit et donne tel ou tel type de fruit qui reviendra à l'auteur de l'action : « Qui accomplit de sombres actes récoltera de sombres résultats ; et qui accomplit des actes lumineux récoltera de brillants résultats. Les uns et les autres renaîtront dans des mondes qui correspondent à leurs actes » (Majjhima Nikaya). Cependant, si toute action aboutit à des résultats, ceux-ci peuvent se manifester bien plus tard (même après un grand nombre de vies), quand l'ensemble des conditions pour leur maturation et le moment approprié coïncident.

#### Karma et intention
Toutefois, on peut aussi considérer le karma selon l'intention. La qualification des actes est aussi liée de l’état d'esprit qui sous-tend l'action de celui qui agit. Ainsi, donner quelque chose à quelqu'un de manière désintéressée crée du karma positif. Ce n'est pas le cas, en revanche, si l'on donne parce que l'on attend quelque chose en retour. Enfin, le karma créé peut donner ses fruits dans cette vie ou dans une vie future. Et donc, la nature de la graine est liée à l'intention ou à la volonté d'où procède l'action : « C'est la volonté (cetanā), ô moines que j'appelle karma ; après avoir voulu, on agit par le corps, la parole ou l'esprit. » (Angutarra Nikaya, III, 415). Autrement dit, seuls les actes intentionnels produisent un fruit karmique (contrairement à ce que considèrent les Jaïns, pour qui tuer un insecte même involontairement produira un karma négatif). Cependant, projeter de commettre un acte négatif suffira à créer un karma (mental) négatif. Mais à l'inverse, choisir d'abandonner cette pensée, de ne pas l'entretenir, sera source de karma positif. Et donc, dans le bouddhisme ancien, pour produire un karma, il faut réunir l'intention d'agir, l'acte lui-même et la satisfaction d'avoir agi. En dehors de ces conditions, l'acte ne produit pas de karma : ainsi l’Abhidharma relève que l’acte karmique produit inéluctablement des effets quand il comprend l’intention, l’acte, l'aboutissement de l’acte et l'existence d'un objet de l'acte. Ainsi, léser un être sans intention de le faire ne produit pas de karma. On relèvera aussi qu'entretenir le remords et le sentiment de culpabilité ne servent à rien : au contraire, il s'agit d'une sorte de haine de soi qui ne contribue pas au progrès spirituel.
Les motivations de l'action non habile sont liées aux Trois poisons: l'avidité, la haine et l'illusion. À ces poisons s'opposent trois états positifs (même s'ils sont formulés négativement ci-après) : l'absence d'avidité, l'absence de haine et l'absence d'illusion, qui sont les sources de l'action habile.

#### Karma et fatalisme
La loi de rétribution des actes peut glisser vers le fatalisme. Toutefois, le Bouddha a écarté cette idée : le karma n'est pas un destin marqué par le déterminisme. C'est que l'être humain peut, à travers ses actes, façonner sa destinée. Certes, les grandes lignes de notre situation actuelle sont dessinées par notre karma : classe sociale à la naissance, manière de percevoir le monde ; il s'agit là du karma du passé. Mais nos actes intentionnels dans le présent ne sont pas le résultat direct de nos vies passées (même si celles-ci, encore une fois, influent sur nos actions actuelles). Par conséquent, nous ne sommes pas tenus à subir passivement une situation négative parce qu'elle serait le résultat de notre karma. On peut réagir positivement à ce qui se produit, en cherchant à le transformer dans un sens positif, au lieu de se résigner et de produire un karma négatif qui serait nourri par notre colère et les reproches adressés à la société, la famille, etc. Mais si l'on ne peut rien faire il s'agit bien aussi de prendre ses responsabilités et d'assumer la forme de vie qui nous est échue, en la voyant comme résultat de nos actes passés.
Le maître britannique Ajahn Brahm souligne également que le karma ne doit pas conduire au fatalisme. Le karma met les êtres dans une position et dans un monde donnés, l'important est de savoir comment les êtres se comportent à partir des conditions dans lesquelles ils sont placés.
L'ascèse bouddhique est destinée à éviter la création de nouveau karma, même favorable, et d'accéder ce faisant à l'inconditionné, nirvāna, « sans-naissance, sans-devenir, sans-création, sans-condition ».

#### Karma collectif
La notion de karma collectif (sādhāraṇa-karma[n] en sanskrit), est abordée dans l'Abhidhamma, et la littérature mahayana, par exemple dans le Yogacarabhumi-sastra (en), en tant que distinction par rapport au karma individuel, non partagé (asādhāraṇa-karman). Le karma individuel et collectif sont liés, interagissant et s'influençant mutuellement. Le karma collectif conditionne le monde inanimé (bhājana-loka), dans lequel les êtres vivants évoluent, ces derniers constituant le sattva-loka, conditionné par le karma individuel.
Outre sa dimension cosmologique, le karma collectif peut aussi être distingué à l’échelle d’une famille, d’un groupe social donné ou d’un pays. On trouve par exemple une allusion à un tel karma, dans une conférence donnée par Samdhong Rinpoché à l’Université Paris-Sorbonne en 2000, sur le thème « La non-violence, seule voie de libération pour le Tibet ». Samdhong Rinpoché s’est exprimé au sujet de la souffrance du peuple de son pays, laquelle, selon lui, est de nature karmique. Après avoir brièvement retracé les principales dates de l’Histoire du Tibet, il a rappelé que les Tibétains considèrent « la compassion, la bonté et l’amour » comme des valeurs spirituelles essentielles à préserver, et ce depuis l’introduction du bouddhisme dans leur pays au VIIe siècle. Toutefois selon lui : « Cela ne veut pas dire que les Tibétains seraient exempts de violence, de haine ou de cupidité. […] Si le Tibet est aujourd’hui un pays occupé, la faute en revient aux Tibétains, à un mauvais karma [collectif] qu’ils ont créé. La souffrance de ce peuple martyre est de nature karmique, de ce fait l’expérience en est inévitable. Les Chinois sont entrés au Tibet par la force, ils y font régner la répression et la torture. Toutes les souffrances, celles des Tibétains comme des Chinois, proviennent d’un karma de violence. »

### Jaïnisme
Pour les jaïns, l'action n'est pas le seul critère, la parole et l'état d'esprit peuvent entrer aussi en compte dans le karma. Sans Dieu, le jaïnisme décrit le karma comme des poussières qui viendraient polluer l'âme du croyant cherchant à atteindre l'illumination, le moksha. Le jeûne et la méditation peuvent entre autres aider à brûler ce karma. Respecter les cinq vœux majeurs du jaïnisme : les Mahavratas et les Trois Joyaux sont la voie de la réalisation et de la destruction des liens du karma.
Pour le laïc jaïn, les lois de cette foi sont moins ardues, car contrairement aux moines et nonnes auxquels il est interdit de commettre toutes les violences (accidentelles, professionnelles, défensives et intentionnelles), les laïcs sont obligés d'éviter au minimum la violence intentionnelle, par la pensée, la parole et le corps. C'est pour cela, par exemple, que certains jaïna (moines et nonnes de certaines sectes, laïcs lors d'une cérémonie…) portent souvent des tissus sur la bouche ; faisant cela, ils évitent de tuer des insectes en les avalant par inadvertance ; c'est aussi un symbole de retenue dans ses paroles.

### Sikhisme
Dans le sikhisme, le fait que la créature (le jiva) doive atteindre moksha la libération en brulant, en détruisant son karma, comme dans l'hindouisme est une valeur reconnue. Par contre, il rentre en jeu le hukam, l'ordre divin et le concept de nadar la grâce divine. « Il n'y a rien en dehors de l'ordre du hukam » écrit Guru Nanak, un des gourous fondateurs du sikhisme dans le Guru Granth Sahib (page 1). « Dieu par son ordre nous amène à marcher sur le bon chemin… Par le karma, le corps physique est obtenu. Par la Grâce divine, la porte de la libération est donnée » dit également le livre saint (page 2). Le karma n'est pas irréversible et peut-être modifié par une bonne conduite et la grâce divine. La course des actions est une traduction pour le mot karma. Dieu, Waheguru, agit par sa volonté sur nos actions. Une autre valeur du sikhisme est que tous les humains naissent égaux, sans distinction de caste ou de statut. Les Gurus du sikhisme étaient contre la mortification et la passivité. Ils recommandent de vivre une vie d'hommes ou de femmes au foyer en suivant la voie de l'humilité, la dévotion et le service désintéressé, ou sewa. La bhakti, autrement dit la voie de la dévotion est bonne pour les Sikhs afin d'atteindre la libération.

## Le karma dans l'ésotérisme

### Kabbale
Pour les kabbalistes modernes[Qui ?], le karma est une série d'épreuves que l'on s'est choisi juste avant sa naissance, le but de la vie étant de réussir ces épreuves. Ainsi, chacun se choisit les grandes épreuves de sa vie, le reste faisant partie du libre arbitre et pouvant être vécu comme l'individu le souhaite. Ceci est résumé par l’Histoire des trois voyageurs, communément appelée Les trois princes de Serendip.

### Société théosophique
La Société théosophique a répandu l'usage de ce concept en Occident à la fin du XIXe siècle notamment sous la forme d'une loi de rétribution ou loi de cause et d'effet.

« Nous décrivons Karma comme la Loi de réajustement qui […] agit toujours de manière à rétablir l'Harmonie et à conserver l'Équilibre en vertu desquels l'Univers existe. […] Ce n'est pas Karma qui récompense ou qui punit, mais c'est nous qui nous récompensons ou qui nous punissons nous-mêmes, en travaillant, de concert avec la nature et en nous conformant aux lois qui établissent l'harmonie, ou en agissant contrairement à ces lois. […] La loi de Karma est unie d'une façon inextricable à celle de la Réincarnation… Il n'y a que cette doctrine qui puisse nous expliquer le problème mystérieux du bien et du mal, et réconcilier l'homme avec la terrible injustice apparente de la vie. »

— Helena Blavatsky, « La clef de la Théosophie », Editions Textes théosophiques, 1993, p. 219-224

### Société anthroposophique
Rudolf Steiner, fondateur de la Société anthroposophique, a étudié ce concept dans plusieurs de ses ouvrages dont Le Karma - Considérations ésotériques en 6 tomes.